# Cleveland Orchestra

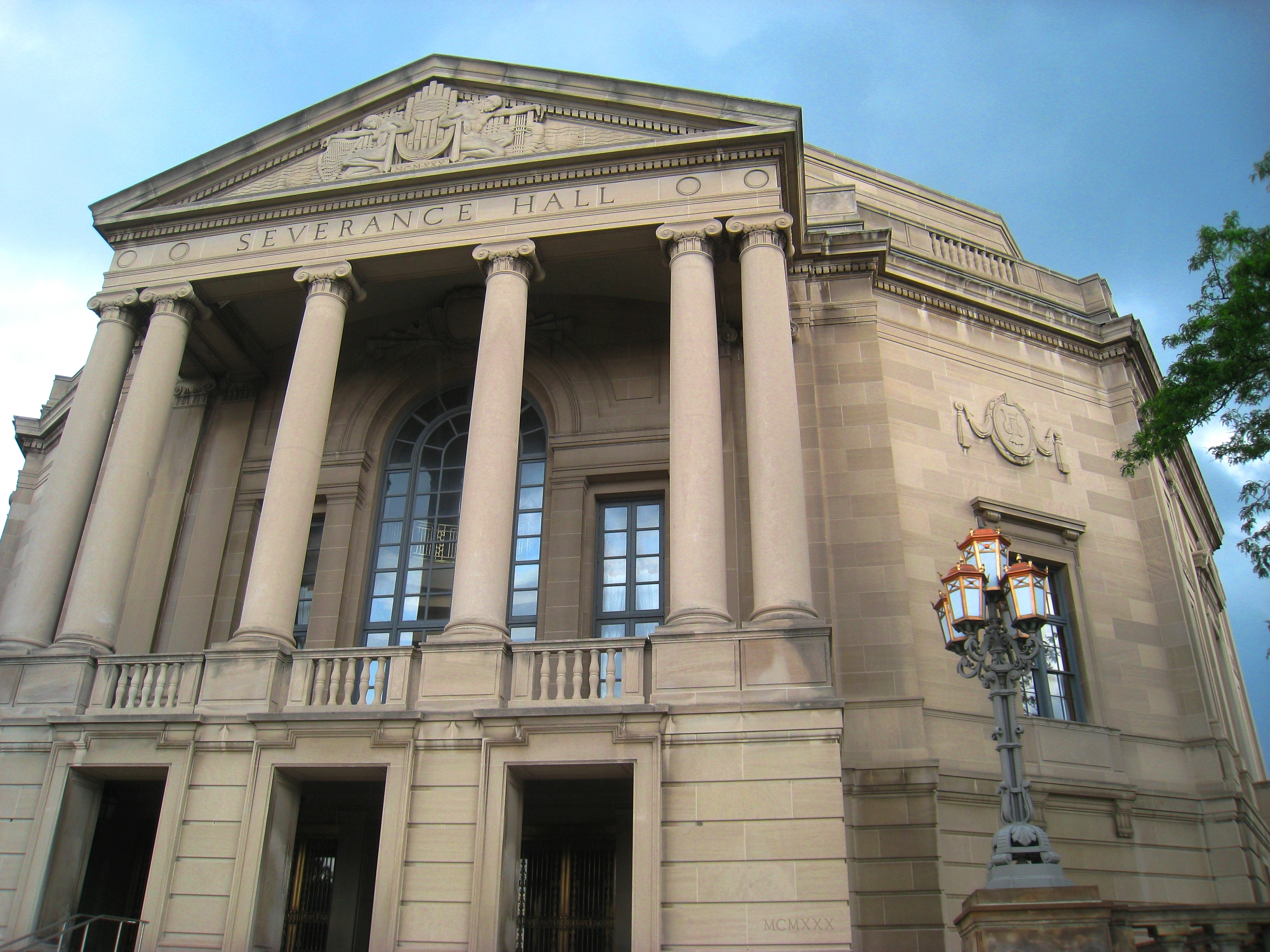
Severance Hall

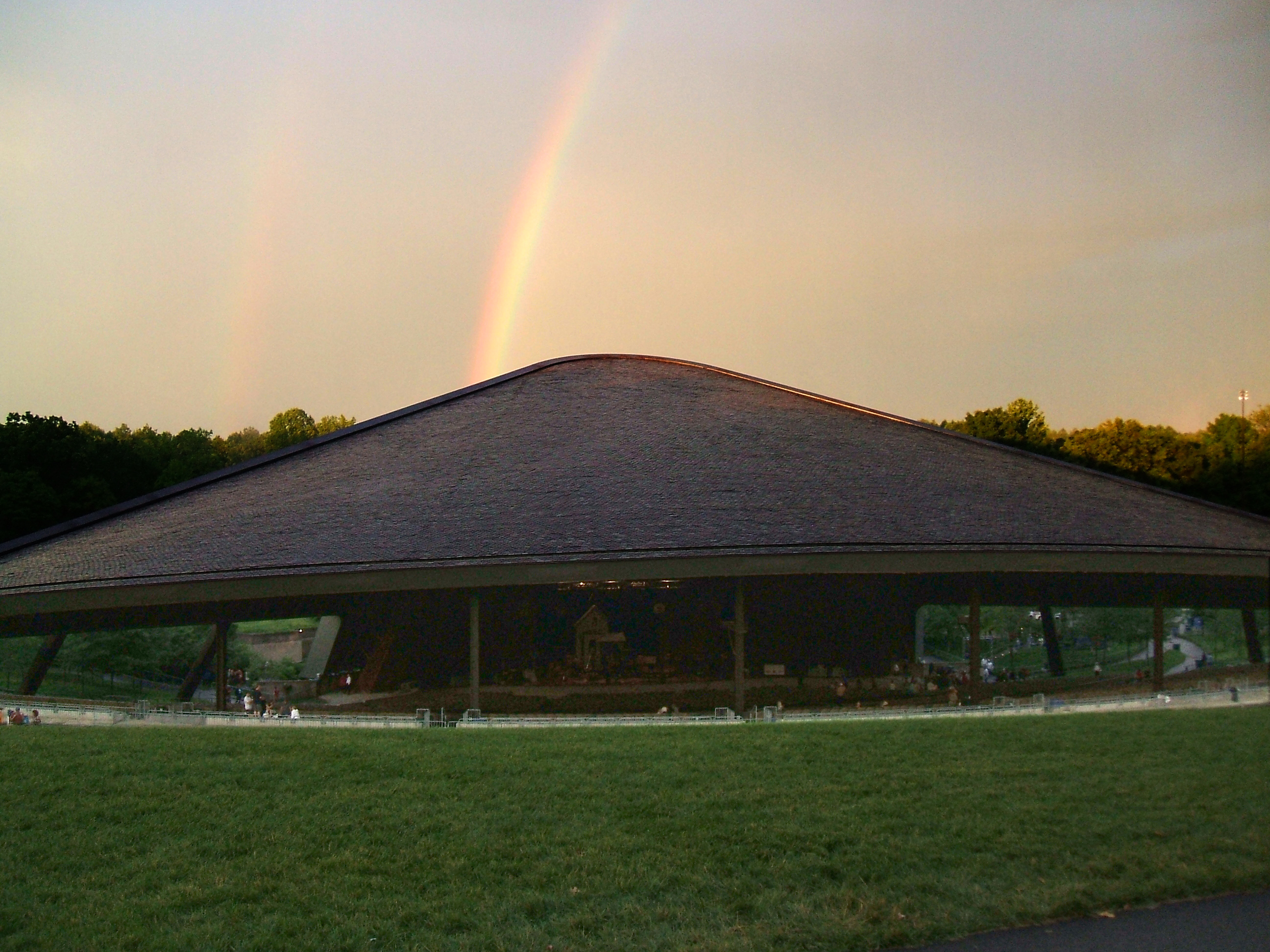
Blossom Music Center

Cleveland Orchestra – orkiestra symfoniczna z siedzibą w Cleveland, Ohio, należąca do grupy Wielkiej Piątki orkiestr USA.
Została założona w roku 1918. Pierwszym naczelnym dyrygentem był Nikołaj Sokołow. Po nim orkiestrą kierowali m.in. Artur Rodziński (1933–1943), Erich Leinsdorf (1943–1944), George Szell (1946–1970), Pierre Boulez (1970–1972), Lorin Maazel (1972–1982) i Christoph von Dohnányi (1984–2002).
Pierre Boulez objął kierownictwo czasowo po niespodziewanej śmierci George Szella i po dwóch latach przekazał kierownictwo Lorinowi Maazelowi. Obecnie orkiestrą kieruje Franz Welser-Möst.
Gościnnie występowali z orkiestrą dyrygenci Władimir Aszkenazi, Oliver Knussen, Stanisław Skrowaczewski, Kurt Sanderling, Yoel Levi, Riccardo Chailly, Michael Tilson Thomas i Louis Lane.
Stałą siedzibą orkiestry jest Severance Hall w Cleveland. Na okres letni orkiestra przenosi się do Blossom Music Center w Cuyahoga Falls, gdzie występuje podczas Blossom Festival.
Poza działalnością koncertową orkiestra dokonuje wielu nagrań audio i wideo, występuje też na trasach koncertowych w wielu krajach świata. 